# 캘리포니아주
캘리포니아주(영어: State of California)는 미국의 서부에 있는 주로, 미국의 서부 해안선의 반 정도를 차지하고 있다. 현재 주지사는 개빈 뉴섬이다. 인구는 4천만 명에 육박해 미국에서 가장 인구가 많은 주이며, 주요 대도시로는 로스앤젤레스, 샌프란시스코, 산호세, 샌디에고가 있고, 주도는 새크라멘토이다. 주는 남북으로 긴 형태로, 최남단의 도시 샌디에고는 멕시코와 국경을 접하고 있다.
북쪽으로 오리건주, 동쪽으로 네바다주와 애리조나주와 접한다. 남쪽으로는 멕시코의 바하칼리포르니아반도와 국경을 접하고 있다. 서쪽으로 태평양과 접하며, 환태평양 조산대에 포함되어 매그니튜드 8급의 지진을 경험한 바가 있다.
주의 중앙에는 캘리포니아 센트럴 밸리가, 동쪽은 시에라네바다산맥, 북쪽은 캐스케이드산맥, 남쪽은 테하차피산맥에 둘러싸여 있다. 서쪽에는 해안 산맥이 있다. 센트럴 밸리는 캘리포니아의 농업 중심이며, 주 식량 생산의 약 3분의 1을 생산하고 있다. 센트럴 밸리는 새크라멘토-샌 호아킨 삼각주에 의해 2개로 나뉘어 있으며, 북쪽의 새크라멘토 밸리에는 새크라멘토강이 흐르고, 남쪽의 샌 호아킨 밸리는 샌와킨강이 흐르고 있다. 새크라멘토강과 샌 호아킨강을 준설하면서 두 강이 충분한 깊이를 유지하고 있어서 내륙 도시에도 몇 개의 항구가 있다. 이 삼각주는 주의 중요한 수원(水源)이기도 하다. 이 물은 삼각주 지역에서 퍼 올려지며, 센트럴 밸리 프로젝트와 주 수도 프로젝트 등을 포함하는 광범위한 운하 웹을 통해 수송된다. 이 물은 주 인구의 2/3에 가까운 2,500만 주민의 식수와 샌 호아킨 밸리 서쪽 지역의 농업용수로 사용되고 있다.
시에라네바다는 미국 본토에서는 최고봉인 휘트니산(해발 4,421m)이 있다. 시에라네바다산맥의 동쪽에는 철새 서식지인 오웬스 발레와 모노 호수가 있고, 서쪽에는 지우기 호수가 있으며, 캘리포니아와 네바다주 경계선에서 타호 호수가 있다. 시에라네바다산맥은 겨울에 북극 수준의 기온까지 내려가고, 미국에서 가장 남쪽에 있는 펠리세이드 빙하 등 많은 작은 빙하도 남아 있다.
영화 산업으로 유명한 할리우드가 로스앤젤레스 옆에 위치하고 있고, 그리고 남쪽의 애너하임에는 디즈니랜드가 있다. 이외에도 유니버셜 스튜디오, 식스 플래그 매직마운틴 등의 놀이공원들이 캘리포니아주 남쪽에 있다. 캘리포니아는 다른 주에 비해 아시아계와 히스패닉계 인구가 더 많은 것으로 알려져 있다.

## 지명
캘리포니아(California)라는 지명은 스페인 출신 탐험가들이 바하칼리포르니아반도와 알타캘리포니아 지역 (현재의 캘리포니아주, 네바다주, 유타주, 애리조나주와 뉴멕시코주, 텍사스주, 와이오밍주의 일부)에 대해 '라스 칼리포르니아스'라고 부른 데에서 유래하였다.  이 이름은 가르시 로드리게즈 데 몬타블로의 스페인 기사 문학 장르의 1510년 작 Las sergas de Esplandián에서 나오는 허구의 칼라피아 여왕 이야기에서 따왔다는 설이 유력하다. 이 이야기에서 칼라피아 여왕의 왕국은 육지로부터 멀리 떨어진 금과 진주가 넘쳐나는 환상의 섬으로 묘사되며, 이 섬은 황금 갑옷으로 치장한 여왕에 의해 다스려지고 있었으며, 아마조네스와 비슷한 모습으로 살며 그리핀과 같이 신화에 등장하는 동물들도 살고 있었다고 전한다. 이곳에서 칼라피아 여왕은 무슬림들과 함께 맞서 싸웠고, 그리하여 그녀의 이름은 이슬람 세계의 지도자인 칼리프의 유래가 되었다고 한다. 이러한 유래를 통하여 캘리포니아라는 이름은 원래 칼리프국을 의미한다고 추측해 볼 수 있다.
미국에서는 캘리포니아주의 이름을 줄여 CA, Cal., Calif.라는 약자로도 쓴다.
대한민국에서는 한자로 음역한 '가주(加州)'라고도 부른다. 특히, 로스앤젤레스를 중심으로 한 남부 캘리포니아를 '남가주', 샌프란시스코를 중심으로 한 북부 캘리포니아를 '북가주'라고 줄여 부른다.

## 역사

### 초기의 역사
유럽인들이 오기 전에 캘리포니아 지방의 비옥한 토지에는 약 100,000명에서 300,000명에 달하는 많은 인디언들이 살았다. 인디언들 사이에서도 여러 종족이 있었으며, 각기 다른 언어를 사용하였다. 사막과 높은 산이 캘리포니아 인디언들을 멀리 동부의 종족들로부터 갈라놓았다. 그중 후파 족은 현재 캘리포니아주 남서부에 살았다. 마이두 족은 중부에서 살았고, 케찬 족은 남부에 살았다. 포모 족은 샌프란시스코 북부에 있는 현재 레이크, 멘도시노와 소노마 카운티에 이르는 영토를 영유하였다. 캘리포니아 지방의 다른 인디언들은 미워크 족, 모독 족과 모제이브 족 등이 있었다.

### 유럽과의 첫번째 접촉 (1542년)
스페인에 의하여 고용된 포르투갈의 탐험가 후안 로드리게스 카브리요는 현재 캘리포니아주에 속하는 해안을 본 첫 유럽인이 되었다. 1542년 카브리요는 태평양 해안을 따라 뉴스페인(오늘날의 멕시코)에서 북부로 항해하였다. 카브리요와 그의 부하들은 캘리포니아 지역에서 본질적으로 스페인이 취할 수 있는 것이 거의 없고, 스페인에서의 무역과 탐험이 사실상 불가능하다고 판단하여 이 지역에 대한 탐사를 중지하였고, 그에 따라 캘리포니아는 234년 동안이나 탐사되지 않았고 정착 활동도 일어나지 않았다. 그는 1543년에 캘리포니아 남부에서 사망하였다. 어떤 역사가들은 카브리요의 원정이 캘리포니아 해안의 전체를 따라서 오늘날의 오리건 만큼 멀리 북부로 항해한 것으로 생각한다.
카브리요는 캘리포니아의 원주민들에 대해 100~150명에 그치는 혈족 관계의 작은 시골 마을 정도되는 기초적인 생활을 하는 족속으로 묘사하였다. 그들은 유럽인들이 농사에 대해 설명하여도 전혀 이해하지 못하였고, 개를 제외한 어떠한 가축도 기르지 않고 있었으며, 심지어 도기도 보이지 않았다. 그들의 도구는 나무, 가죽으로 만든 것과 직물 바구니, 그물, 돌과 사슴 뿔이 전부였다. 몇몇 집은 나무와 진흙으로 만들어져 있었고, 또 다른 집들은 땅을 60~90 cm 정도 파들어가 그 위를 동물 가죽과 갈대를 엮거나 진흙으로 덮었다. 사실, 카브리요의 탐사대는 북부 캘리포니아의 개잎갈나무나 세쿼이야로 지어진 반지하 집을 보지 못하고 그러한 판단을 내린 것이었다.
캘리포니아 원주민들은 여름에는 무두질한 사슴 가죽이나 다른 동물 가죽으로 만든 최소한의 부분만 가릴 수 있는 간단한 옷을 입었고, 겨울에는 조잡하게 짜여진 풀로 된 옷을 입었다. 새의 깃털도 옷을 만드는데 이용되었는데, 이는 제사 의식을 위한 옷에만 사용되었다. 샌타바바라와 채널 제도에 살았던 원주민들은 큰 나무 판자로 만들어진 카누를 타고 낚시를 하거나 무역을 하기도 하였는데, 캘리포니아 삼각주와 샌프란시스코 만의 원주민들은 개잎갈나무로 만들어진 카누를 이용하였고, 캘리포니아 북서부 해안의 원주민들은 메타세쿼이야 나무의 속을 파낸 원시적인 형태의 배를 이용하였다.
다른 아메리카 원주민 부족이 즐겨 섭취하던, 옥수수와 감자는 캘리포니아의 짧은 3~5개월의 우기와 캘리포니아의 7~9개월에 달하는 건기 (지중해성 기후 참조)에서 관개 없이 재배는 불가능하였다. 그럼에도 불구하고, 캘리포니아의 풍부한 자연환경과, 수천년 동안 캘리포니아 원주민에 의해 개발된 환경 관리 기술은 북아메리카에서 가장 높은 인구 밀도를 이루어 내었다. 원주민들은 연어와 다른 물고기, 사슴 ,도토리, 소나무 견과류, 연체 동물, 열매, 곤충, 식용 식물 등을 주식으로 삼았으며, 이는 유럽식 농경 없이도 수렵과 채집 생활을 유지할 수 있도록 하였다.
캘리포니아 대부분의 원주민의 주식은 도토리였는데 원주민들은 이 도토리를 건조시키고, 껍질을 벗기고, 밀가루로 갈아서, 물에 담그고 탄닌을 침출하고 요리하여 먹었다. 수세기 동안 사용된 큰 바위에 도토리를 연삭하던 구멍은 오늘날에도 볼 수 있다. 도토리 가루는 보통 영양가 있는 버섯과 함께 조리되어 원주민들이 즐겨 먹었다. 도토리 연삭은 거의 항상 여성에 의해 수행된 노동 집약적인 과정이었다. 원주민 가족들은 여러 세대에 걸쳐 참나무 숲을 보호하고 도토리를 채취하였다. 도토리는 가을에 대규모로 채집되어 겨울을 나는데 유용한 양식이 되었다.
캘리포니아 원주민 언어는 80~90개 언어와 방언으로 구성되어 있고, 일부는 위기에 처해 있지만 현재까지 그 명맥을 이어오고 있다. 캘리포니아 동쪽의 그레이트베이슨 사막 뒤에 위치한 높고 험준한 시에라네바다산맥, 북쪽의 광대한 숲과 산, 남쪽의 험준한 소노라 사막과 서쪽의 태평양은 아메리카 대륙의 나머지 지역 주민들과의 무역과 교류로부터 캘리포니아를 고립시켰으며, 스페인인, 골드러시, 그리고 유럽의 식민지 정착민 도착의 비극과 피해를 늦추었다.

### 스페인의 교역로
1565년, 스페인은 아메리카 대륙에서 채굴한 금과 은으로 중국과 다른 아시아 지역의 상품과 향신료로 거래하는 교역로를 개척하였다. 스페인은 필리핀에 거점을 세웠고, 멕시코와의 무역은 마닐라 갤리온을 통하여 이루어졌다. 동쪽으로 향하는 갤리언은 처음에는 북쪽으로 향해 북위 40도로 가고 그 다음에는 키를 동쪽으로 돌려 서쪽에 있는 무역풍과 해류를 이용하여 빠르게 멕시코로 도달할 수 있었다. 이 갤리언 선단은 태평양을 가로지른 후, 북위 40도에서 멘도시노 곶 근처로부터 바람과 캘리포니아 해류를 활용하여 캘리포니아 해안 남부로 가서 남쪽으로 약 2,400 km 항해를 하면 멕시코의 모항에 도착할 수 있었다. 샌프란시스코 만은 1769년 탐사를 통해 발견될 때까지 2세기 동안 발견을 피할 수 있었다.

### 프랜시스 드레이크의 영유권 주장
1579년 잉글랜드의 선장 프랜시스 드레이크는 자신의 세계일주 도중 캘리포니아 해안을 지나가게 된다. 그는 캘리포니아의 스페인 마을을 약탈하고 태평양 연안의 식민지들을 따라가며 스페인 선박들도 약탈한다. 스페인인들이 그러고 나서 해안을 따라 몇몇의 탐험대를 보냈는데 이는 자신들이 캘리포니아를 잉글랜드에게 잃을 위협에 처했기 때문이었다. 1602년 세바시티안 비스카이노가 이 원정대들 중 하나를 이끌었다. 그는 해안선을 따라 가며 많은 곳들의 이름을 지고 스페인 국왕에게 보고서를 보냈다. 보고서에서 비스카이노는 스페인이 캘리포니아를 식민화하였다고 주장하였다.

### 스페인인과 러시아인의 정착

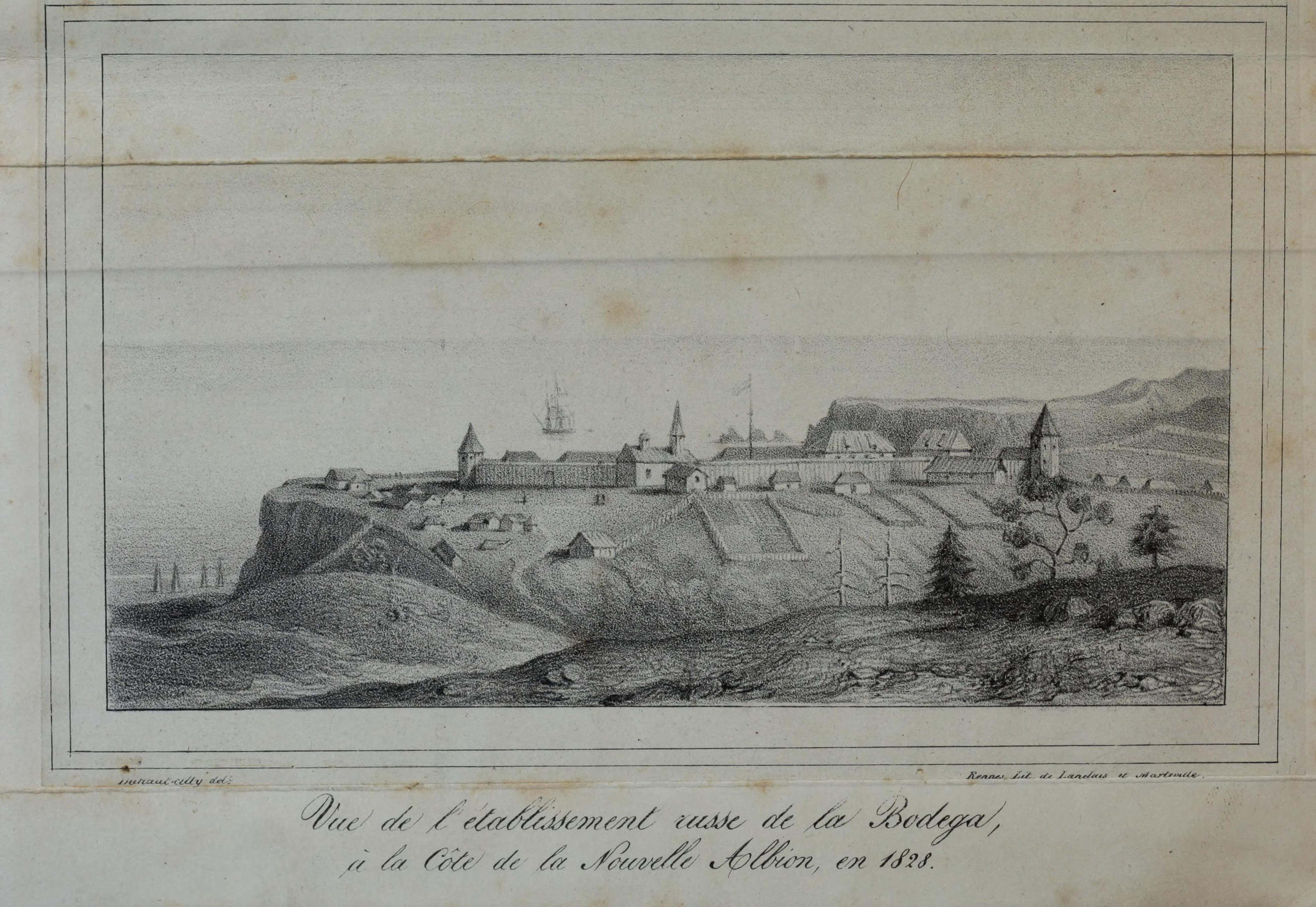
러시아 제국이 설립한 로스 요새 (1812년)

1697년 초에 스페인인들은 오늘날 캘리포니아주의 남부에 있는 멕시코의 바하칼리포르니아반도에 선교자와 다른 정착지들을 설립하였다. 바하칼리포르니아반도의 총독 가스파르 데 포르톨라는 1769년 샌디에이고에 첫 군사 요새를 설립하는 원정대를 지도하였다. 그는 또한 1770년 몬테리에 하나의 요새를 설립하기도 하였다. 1776년 스페인 정착자들의 한 무리가 현재의 샌프란시스코에 속하는 곳에 도착하였다. 정착자들은 요새와 교회를 만들었다. 후에 스페인에 의하여 보내진 또 다른 정착자들은 해안 근처에 마을들을 만들었다.
하지만, 스페인은 캘리포니아 지방에 강한 욕구를 가지지 않았다. 그에 반해, 러시아는 알래스카에서 모피 교역에 흥미를 가지고 있었고 태평양 해안을 따라 더 멀리 남부로 모피를 탐색하기를 원하였다. 1812년 러시아인들은 북부 캘리포니아 해안에 로스 요새를 건설하였다. 캘리포니아주에서 러시아인의 활동은 1823년에 선언된 먼로 독트린의 한 이유가 되었다. 먼로 독트린에서 미국은 남북아메리카가 유럽의 식민지화에서 벗어나고 유럽의 간섭으로부터 자유로워져야 한다고 선언하였다. 1824년 러시아는 정착지들을 알래스카로 축소 및 이전하는 데 동의하였다. 하지만 사실 러시아인들은 1840년대 초반까지 캘리포니아를 떠나지 않았다.

### 캘리포니아의 선교사들

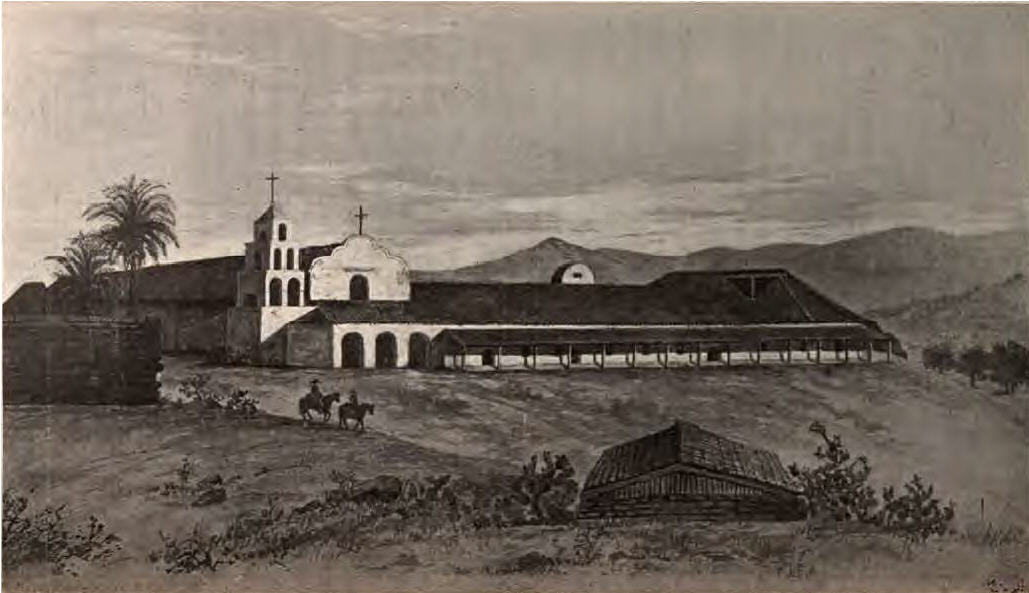
첫 캘리포니아 선교소로 알려진 산디에고 데 알칼라 (1769년 설립)

로마 가톨릭 교회의 프란체스코회 수도사들은 캘리포니아의 스페인 정착지에서 중요한 활약을 하였다. 1769년 포르톨라의 원정 기간 동안에 후니페로 세라가 첫 캘리포니아 선교소를 설립하였다. 이 선교소는 현재 샌디에이고에 설립된 산디에고 데 알칼라의 전신이다. 1823년이 되자 프란체스코회는 21개 선교소들을 지었다. 선교소들 근처에 살던 인디언들은 수도사들을 위하여 농사를 짓고, 천을 짜고 다른 임무들을 하는 데 강요되었고 새로운 병에 노출되었다. 많은 이들은 병에 걸려 사망하였다. 캘리포니아와 멕시코의 많은 주민들은 선교소들이 없어지기를 원하였다. 1830년대 초반에 정부는 개인적 시민들에게 선교지를 주기 시작하였다. 1846년이 되자 모든 선교소의 재산이 대부분 양도되어 왔다. 이 시기의 동안에 정부는 개인적 지주자들에게 많은 큰 소유지를 주거나 팔았다. 어떤 개인적 지주자들은 가죽과 수지를 위하여 소를 사육하면서 부유해졌다.

### 멕시코의 지배
캘리포니아는 1822년 멕시코가 스페인으로부터 독립을 이룬 후에 멕시코의 주가 되었다. 알타 칼리포르니아주와 바하칼리포르니아주는 자신들만의 입법부를 세우고 군대를 창설하였다. 그러나 1825년초 멕시코는 캘리포니아에 여러 총독들을 보냈다. 많은 캘리포니아 주민들은 통치에 반란을 일으켰다. 1831년 총독이 된 마누엘 빅토리아는 강압적인 통치를 펼쳐 특히 캘리포니아 주민들이 분개하였다. 피오 피코가 이끄는 반군과 다른 반군들이 그 해 멕시코 정부군과 충돌하였다. 이 싸움은 많은 피해를 낳았고 강압적으로 진압되었다. 그러나 지속되는 반대는 빅토리아가 총독의 지위를 포기하고 멕시코시티로 돌아가게 하였다. 그 후에 캘리포니아 지방의 멕시코의 통치는 약해졌다.

### 미국인의 정착
동부로부터 해안에 도달한 미국인의 첫 범선 오터 호가 1796년 캘리포니아 해안가에 나타났다. 그 후에 미국의 선장들은 캘리포니아의 해안을 따라 놓인 항구들을 둘러 보았다. 육지를 통하여 캘리포니아에 도달한 첫 미국인 탐험가는 1826년 남서부의 사막을 지나간 사냥꾼 제더디아 스트롱 스미스였다. 다른 사냥꾼들과 탐험가들은 스미스를 따라갔다. 그중에는 킷 카슨, 조지프 레더퍼드 워커와 유잉 영도 있었다.
1841년 미국의 정착자들의 첫 결성된 단체가 육상으로 캘리포니아에 왔다. 이 정착자들은 교사 존 비드웰과 토지 투기꾼 존 바틀슨이 이끌었다. 곧 다른 육상 개척자들이 멕시코 영토에 정착하러 도착하였다. 그들은 산맥을 넘어오며 긴 수레 열차를 몰았다. 새 정착자들은 캘리포니아가 미국의 일부가 되기를 원하였다. 미국은 멕시코로부터 대지를 매매하는 것을 제안 하였으나 멕시코는 캘리포니아를 팔기를 거부하였다.

### 미국-멕시코 전쟁

캘리포니아 공화국의 국기

1844년과 1846년 사이에 군사 탐험가 존 C. 프리몬트는 2개의 측량대를 이끌었다. 멕시코인들은 그의 측량대들이 미국 군인들로 이루어졌다는 이유로 프레몬트를 신임하지 않았다. 1846년 3월 그들은 몬테리 근처에서 천막을 친 그의 군대를 철수시키라고 프레몬트에게 반발하였다. 그에 대항하여 프레몬트는 몬테리로부터 대략 25 마일(40 킬로미터)나 떨어진 호크스픽에 미국의 국기를 게양하였다. 그는 그곳에 요새를 짓기 시작하였다. 그러나 프레몬트가 북부로 철수하여 일단 미국과 멕시코 간의 전쟁은 유보되게 된다. 5월 13일 미국과 멕시코는 전쟁에 들어갔다.
그 해 6월, 전쟁이 선언되었다는 것을 모르고 미국인 정착자들이 북부 캘리포니아의 소노마를 차지하여 캘리포니아 공화국을 선포하였다. 그들은 요새를 포획한 후, 별과 회색곰, 그리고 캘리포니아 공화국이란 문구가 담긴 국기를 게양했다. 캘리포니아의 정복은 미국의 군인, 해군, 해병대들에 의하여 수행되었다. 그들은 프레몬트, 로버트 F. 스톡턴 준장과 스티븐 W. 키어니 장군에 의하여 지도되었다. 1848년 미국이 멕시코와 전쟁에 승리한 후, 멕시코는 과달루페 이달고 조약에서 캘리포니아를 포기하였다. 그 후 캘리포니아는 미국의 일부가 되었다.

### 골드러시

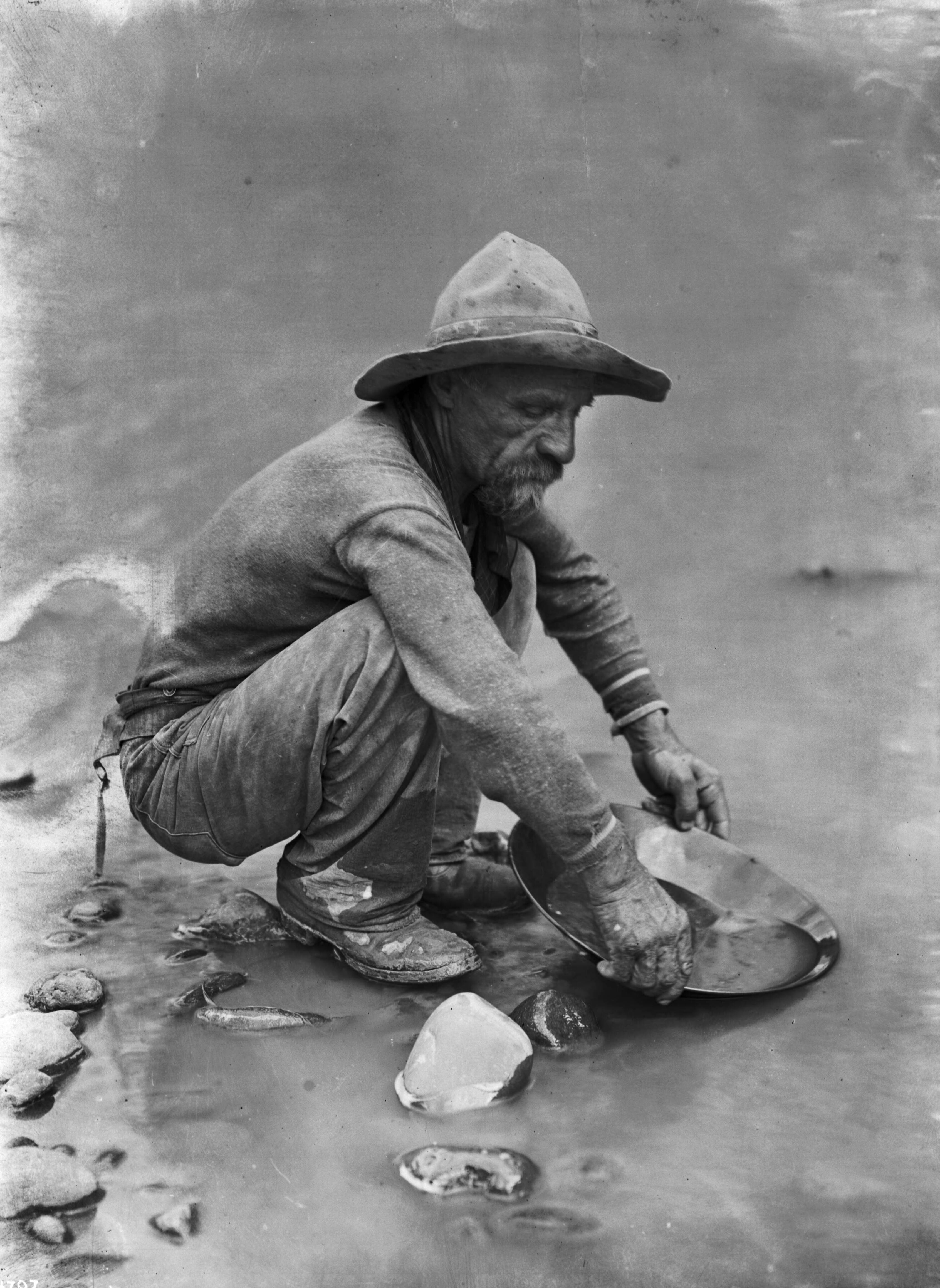
금을 캐는 포티나이너의 모습

1848년 미국과 멕시코가 평화 조약을 맺기 전에 캘리포니아에서 금이 발견되었다. 개척자 교역인 존 A. 수터는 1839년 새크라멘토 밸리에서 큰 대지의 승인을 받았다. 그는 아메리칸강에 제재소를 세우는 데 목수 제임스 W. 마샬을 기용하였다. 거기서 수터 제재소에서 마샬은 첫 금의 덩어리들을 찾았다. 그의 발견의 소식이 퍼지자, 주민들은 주장들을 설립하는 데 서둘렀다. "포티나이너"라고 불린 이들은 세계의 모든 부분들로부터 쏟아져 들어왔다. 1848년 초기와 1849년 말기 사이에 캘리포니아의 인구는 대략 15,000명에서 100,000명 이상으로 증가하였다. 금을 찾은 체굴자들에 의하여 자유로운 소비는 샌프란시스코와 새크라멘토 같은 공동체들을 융성하는 타운들로 만들었다. 금광을 찾는 데 행운이 없던 어떤 체굴자들은 센트럴 밸리에서 농부와 방목자들이 되었다.

### 초기 주 지위

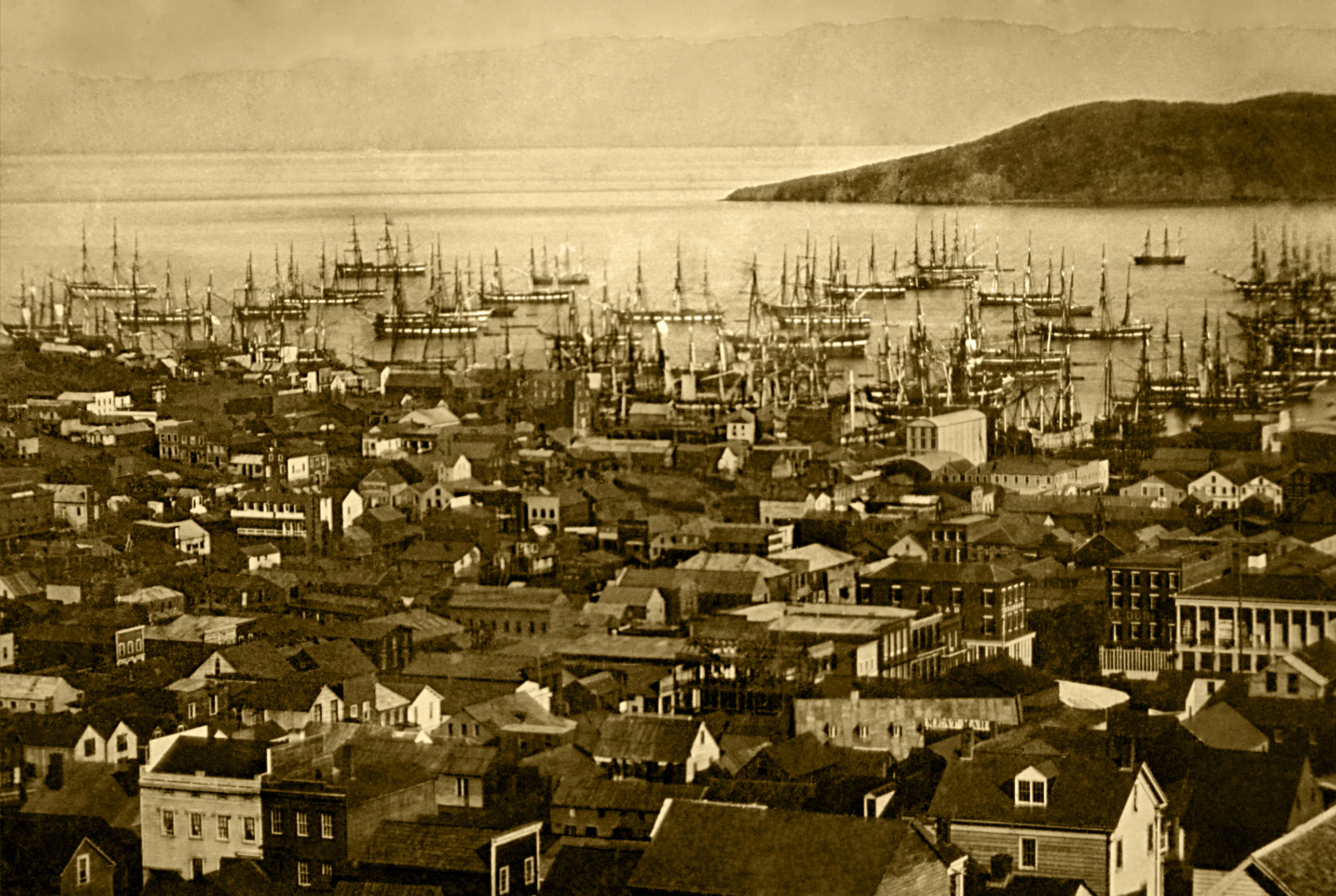
1851년 경의 샌프란시스코

1850년 9월 9일 캘리포니아는 31번째 주가 되었다. 민주당 소속의 피터 H. 버넷이 초대 주지사가 되었다. 1865년 남북 전쟁이 끝난 후, 수천명의 정착자들이 서부로 향하였다. 그들은 캘리포니아주에서 높은 임금이 내려지고 저가격에서 대지를 사는 기회를 찾았다. 1869년 첫 대륙 회단 열차 시스템이 새크라멘토를 미국 동부와 이었다. 이 시스템의 일부인 센트럴 퍼시픽 철도가 후에 찰스 크로커, 마크 홉킨스, 콜리스 P. 헌팅턴과 렐런드 스탠퍼드에 의하여 소유된 사우던 패시픽의 일부가 되었다. 이들은 캘리포니아주의 "빅 포"로 알려졌다. 그들은 1860년대에 철도 건설에 많은 중국인 노동자들을 데려왔다.
1870년이 되자 캘리포니아주의 인구가 대략 560,000명으로 올랐다. 다음 10년 동안 공황이 넓게 퍼진 실업과 은행의 실패를 일으켰다. 많은 실업자들은 낮은 임금을 위하여 일하는 데 기꺼이 하는 중국인 노동자들에 자신들의 위기를 핑계대었다. 1871년에 로스앤젤레스에서, 1877년에 샌프란시스코에서 중국인 반대 폭동들이 일어났다. 1880년대 동안에 위대한 선전 운동이 캘리포니아주로 수천명의 주민을 데려왔다. 1887년 굉장히 많은이들은 대지의 붐이 일어난 남부 캘리포니아주에 왔다. 인구가 늘어나면서 농업과 산업이 융성하였다.

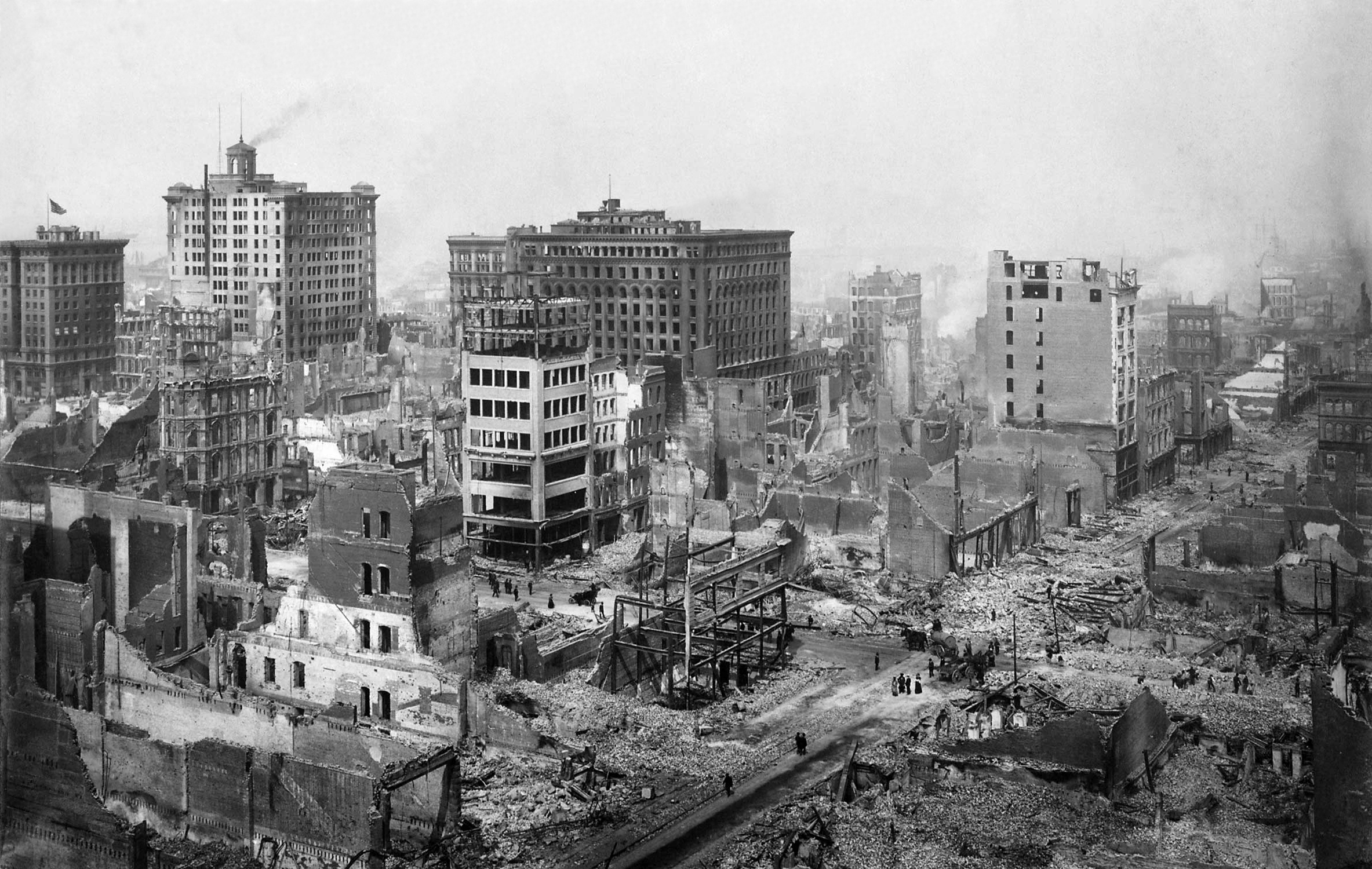
샌프란시스코 지진 (1906년)

1906년 샌프란시스코에서 무서운 지진이 일어나 대략 28,000 척의 건물이 파괴되고 3,000명 이상의 주민이 사망하였다. 하지만 도시는 곧 재건되었다.

### 주 승격
1900년대 초반 동안에 캘리포니아주는 인구와 천연 자원에서 재빠르게 자라났다. 1910년 멕시코 혁명이 일어난 후 멕시코인 이민자의 수가 급증하였다. 캘리포니아주에서 농사는 관개가 사막 지역들을 기름진 대지로 전향시킨 후에 거대하게 증가하였다. 석유와 천연가스의 개발은 새로운 산업들의 번창에 의하여 동행되었다. 금 이외에 천연 자원들이 찾아지면서 광업이 더욱 중요해졌다. 1920년이 되자 할리우드는 세계의 영화 수도가 되었다.
1910년 캘리포니아 주민들은 하이럼 W. 존슨을 주지사로 선출하였다. 2년 후, 공화당에 대항하는 반란에서 시어도어 루스벨트에 가입하였다. 존슨은 1912년 성공하지 못한 진보당의 공천 후보에 루스벨트 아래 부통령을 위한 선거에 나갔다.
1914년 파나마 운하의 완공이 캘리포니아주와 동부 사이의 중요한 해로를 단축하였다. 운하의 가치를 캘리포니아주에 보이는 데 주는 1915년 샌프란시스코에서 파나마-태평양 국제 박람회를, 그리고 그해와 1916년 샌디에이고에서 파나마-캘리포니아 박람회를 후원하였다.
1917년 미국이 제1차 세계 대전에 참전한 후, 조선소, 고무 공장과 다른 공장들이 캘리포니아주에 설립되었다. 1918년 전쟁이 끝난 후, 이익이 콜로라도강의 통치에 돌려졌다. 이 엄청난 강은 많은 세월 동안에 심각한 홍수 피해를 일으켰다. 1905년과 1907년 사이에 콜로라도강으로부터 홍수가 주의 남동부에 450 스퀘어 마일(1,165 스퀘어 킬로미터)의 설턴 해를 이루었다. 1928년 미국 의회는 애리조나주-네바다주 경계에 놓인 바울더 캐니언에 큰 댐을 정식으로 허가하였다. 현재 후버 댐이라 불리는 이 댐은 1935년에 완공되었다. 그 댐은 홍수를 조절하고 남부 캘리포니아주와 이웃하는 주들에서 관개와 전력을 위하여 물을 마련한다.
1930년대의 대공황이 일어나는 동안에 집 혹은 직업이 없는 수백명의 주민들이 캘리포니아주로 표류하였다. 주는 가난한 주민들에게 그 경계들을 닫는 법률들을 통과시켰다. 그러나 입법부는 후에 미국 대법원에 의하여 비헌법적으로 선언되었다. 많은 캘리포니아 주민들은 대공황을 멕시코계 미국인들에게 핑계를 대어 주는 수십만 명의 멕시코계 미국인들을 멕시코로 추방하였다.
1935년과 1936년 캘리포니아-태평양 국제 박람회가 샌디에이고에서 열렸다. 이 박람회는 태평양과 그 경계를 이루는 국가들에게 명예를 가져왔다. 1939년과 1940년 샌프란시스코 만에 있는 트레주어 아일랜드에서 골든 게이트 국제 박람회가 열렸다. 샌프란시스코 만의 입구를 가로지르는 금문교가 1937년에 완공되었다.

### 20세기 중반

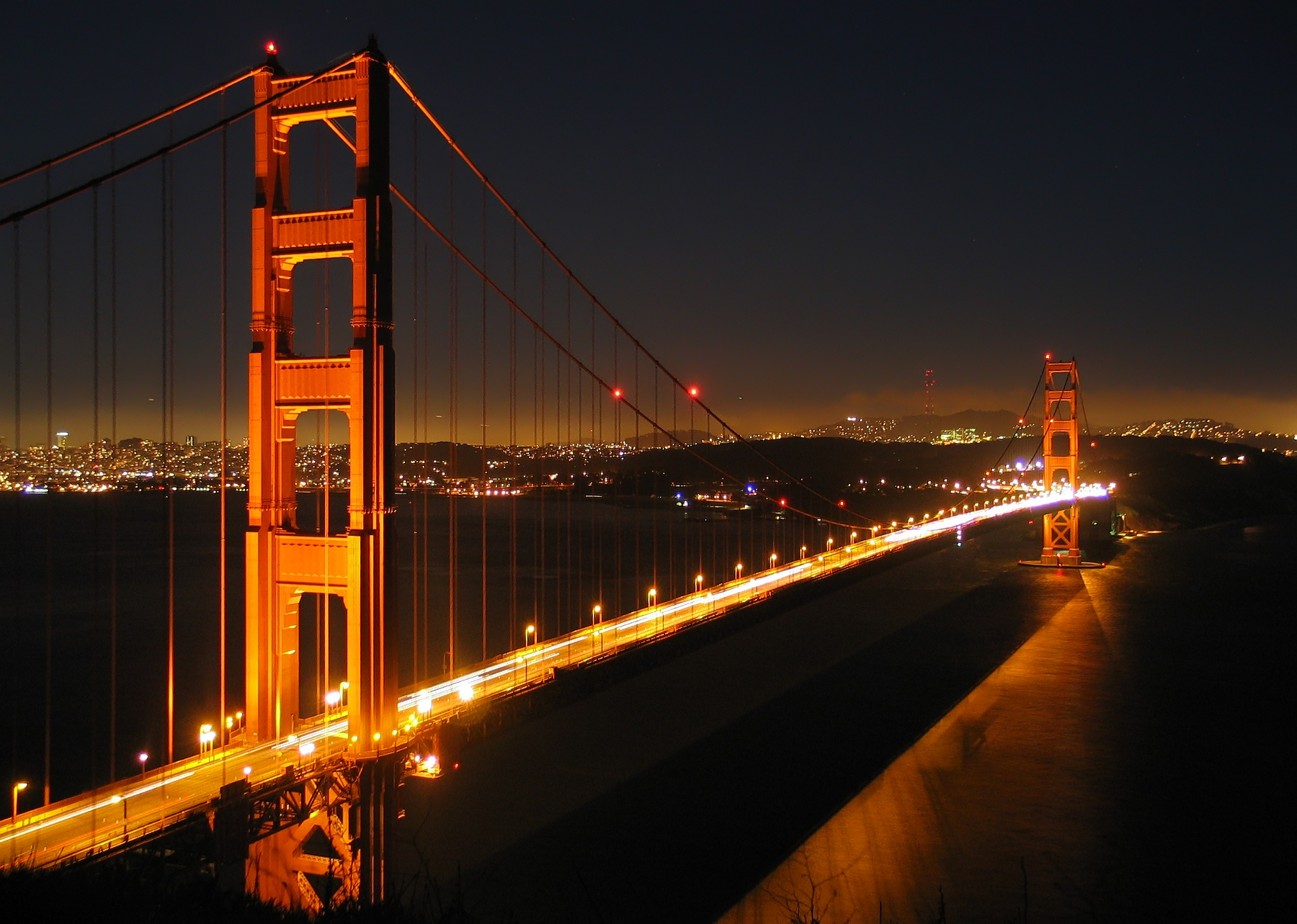
샌프란시스코 금문교의 야경

제2차 세계 대전이 일어나는 동안에 캘리포니아주는 항공기, 배와 무기들을 생산하여 주의 항공기 중심지가 되었다. 1941년 일본이 진주만을 공격한 후, 정부는 강제적으로 수천명의 일본계 미국인들을 캘리포니아주에서 억류소들로 옮겼다. 1945년 50개국의 대표들이 샌프란시스코 회의에서 유엔 헌장을 찬성하였다.
군사의 일원으로 있던 캘리포니아주에 온 많은 이들은 전쟁이 끝난 후, 거기에 도착하였다. 인구는 치솟았고, 농장의 중심지들이 다양한 산업들과 함께 메트로폴리탄 지역들이 되었다. 방목장 스타일의 주택들의 열들이 전 과수원과 목장들에 나타났다. 새로운 무료 고속도로가 작은 도시들을 로스앤젤레스와 샌프란시스코와 이었다.
인구의 번창이 캘리포니아주의 경제에 상승하였으나 문제들을 창조하기도 하였다. 주는 더 많은 학교와 고속도로들을 마련하여야 했다. 더 많은 자동차와 산업들이 증기와 연기를 배출하면서 스모그가 로스앤젤레스와 다른 도시들에 심각한 문제가 되었다.
국적에 기초를 둔 할달양을 끝낸 1965년 미국 이민법의 변화들은 캘리포니아주의 인구에서 다른 증가로 이끌어졌다. 아시아의 국가들에서 온 수십만 명의 사람들이 주에 정착하였다.
물 자원의 통제와 분배는 1960년대에 캘리포니아주의 가장 큰 문제로 남아있었다. 주의 비와 눈의 대부분은 북부의 산에 내린다. 그러나 캘리포니아 주민의 대부분이 소나기가 충분한 물을 공급하지 않는 남부 캘리포니아주에 사는 편이다. 1960년대와 1970년대 초반에 주는 북부 캘리포니아주의 지나친 물을 저정하여 건조한 지역들로 분배하는 데 운하, 댐, 보존 지역과 발전소들의 시스템을 지었다. 이 시스템에 추가의 다수가 1970년대 이래 완공되었다.
1950년대와 1960년대에 아프리카계 미국인, 아시아계 미국인과 멕시코계 미국인들이 동등한 권리들을 요구하기 시작하였다. 캘리포니아주의 투표인들이 1963년 주택 공급에 동등한 입수를 보증한 법률을 뒤집은 국민 투표를 통과시킨 후, 1964년 인종적 긴장이 더욱 심해졌다. 1965년 로스앤젤레스의 흑인 구역인 와츠에서 인종적 폭력이 일어났다. 폭동은 로스앤젤레스의 경찰관이 흑인 오토바이 운전자를 체포한 후, 시작되었으며 34명의 사망과 수백만 달러의 손해의 결과를 가져왔다.
1960년대 후반이 되자 캘리포니아주는 주립 대학교들과 단과 대학들의 수를 거대하게 증가시켰다. 주의 학교들은 다양한 학생 운동의 중심지가 되었다. 자유 연설 운동에 의하여 결성된 미국의 첫 주요 대학 데모는 1964년 캘리포니아 대학교 버클리에서 일어났다.
요바 린다에서 태어난 리처드 M. 닉슨은 1968년 대통령으로 선출되었고, 1972년에도 재선되었다. 그는 워터게이트 사건에 연루된 이유로 1974년 대통령직을 사임하였다.
영화 배우들이 1960년대에 캘리포니아주의 투표인들과 함께 인기를 얻었다. 조지 L. 머피는 1964년 미국 상원에 선출되는 데 이겼으며, 로널드 레이건은 1967년 주지사가 되었다. 레이건은 1980년 대통령에 선출되고 1984년에 재선되었다.

### 20세기 후반
1970년대 초반에 캘리포니아주에서 연방 군사 소비에서 날카로운 감세가 실업의 증가를 일으켰다. 1978년 캘리포니아주의 투표인들은 주의 재산세에서 7조 달러의 축소를 요구한 제안 13호로 알려진 국민 투표를 찬성하였다. 학교 구역들과 지방 정부는 세입의 감소를 겪었다. 새로운 연방 군사 계약들은 캘리포니아주의 우주선 산업에 번영을 가져오는 데 도움을 주었다. 추가로 샌터클라라 카운티는 첨단 기술 전자 용품의 생산에서 세계 지도자가 되었다. 그 지역은 실리콘 밸리로 이름이 지어졌다. 1991년 소련의 붕괴와 다른 개발들이 다시 캘리포니아주에서 연방 군사 소비의 감소로 이끌었다. 이 사건들과 다른 요인들은 1990년대 초반에 주에서 불경기를 일으키는 도움을 주었다. 그러나 서비스업과 다른 경제적 활동들의 번창은 경제를 향상시켰다.
1989년 10월 17일 강한 지진이 샌프란시스코-오클랜드-새너제이 지역에 타격을 주면서 63명의 주민들이 사망하고 대규모의 재산 손해를 일으켰다. 사망의 대부분은 오클랜드에 있는 니미츠 고속도로의 부분의 무너짐에 의하여 일어났다. 1991년 산불이 오클랜드와 둘러싸인 지역들을 치면서, 25명이 사망하고 재산의 거의를 파괴시켰다. 1994년 1월 또 다른 극단적으로 파괴적인 지진이 로스앤젤레스를 치자, 57명의 사망과 재산의 거의 손해를 일으켰다.
1992년 로드니 킹을 구타한 4명의 경찰관들에게 무죄가 선언되고 두순자라는 한국계 미국사람이 한 흑인 소녀를 총살해 버리자 로스앤젤레스에서 흑인 폭동이 일어났다. 이 폭동은 53명의 사망과 1조 달러 이상의 손해의 결과를 가져왔다.
1990년대를 통하여 주의 인구는 지속적으로 빠르게 자라났다. 증가한 인구의 거의는 유럽, 아시아, 그리고 중앙아메리카와 멕시코에서 온 이민들의 큰 수에서 왔다.

### 21세기
"이동 기능 정지"라고 불린 동력 정지들이 2001년 주에 걸쳐 공통이 되었다. 주가 입법부를 그 공익 사업의 규칙을 철폐하는 데 찬성하였을 때 에너지 위기가 1996년에 벌어진 활동으로부터 일부에 일어났다. 주의 공무원들은 활동이 전기 회사들 중에 경쟁과 고객들을 위한 낮은 비율을 늘어나는 결과를 가져올 것이라 믿었다. 그러나 2000년이 되자 주의 전기 회사들은 재정적 몰락을 향하였다. 그들은 전력을 위한 증가적으로 높은 소매비를 내야 했으나 규칙 철폐법이 고객들에게 올라가는 가격들로부터 그들을 방지하였다. 2001년 주는 재정적으로 약해진 공익 사업들을 위하여 동력을 사는 데 단계들로 들어갔다. 주는 또한 소매 전력비에 연방 통제들을 추구하기도 하였다. 캘리포니아주의 장기적 에너지 계획들은 추가적인 발전소들의 건설을 요청하였다.
2002년 그레이 데이비스는 주지사로서 2번째 임기에 아주 적은 차이로 선출되었다. 그때까지는 주 정부의 지출들은 거대하게 예산 부족이 기록 수준들에 도달하였던 소득을 넘었다. 어떤 캘리포니아 주민들은 주의 심해지는 경제 문제에 대해 데이비스에 핑계를 대고 그들은 데이비스가 물러나는 데 해임 선거를 위한 청원에 성공하였다. 2003년 캘리포니아주의 투표인들은 데이비스를 해임시키고 영화 배우 아널드 슈워제네거를 주지사로 선출하였다. 데이비스는 해임되는 데 주의 첫 주지사가 되었다. 2006년 총선에서 슈워제네거는 주지사로서 완전한 기간을 이겼다.
2003년 캘리포니아주 남부에서 일어난 들불이 수십만 에이커를 태우고, 수천척의 집을 파괴하면서 20명 이상의 주민들이 사망하였다. 2007년에 일어난 들불이 남부 캘리포니아주를 통하여 큰 지역들을 태우고 수처넉의 집들을 파괴시켰다. 대부분의 지역이 화재에 의하여 영향을 받은 샌디에이고 카운티에서 공무원들은 대략 500,000명의 주민들을 철수시키는 명령을 내렸다. 그 사건은 주 역사상 가장 큰 철수였다.
2008년 5월 캘리포니아주 대법원은 남성과 여성 사이의 결합들에 결혼을 한정시킨 주의 법률을 타도하였다. 그 결정은 6월에 효과적으로 들어갔다. 그해 11월 캘리포니아주 투표인들은 동성 결혼을 금지하는 데 주의 헌법을 수정한 제안을 찬성하였다.
2020년 7월 캘리포니아주의 코로나19 확진자 수가 뉴욕주를 제치고 미국에서 가장 코로나19 확진자가 가장 많은 주가 되었다.

## 경제

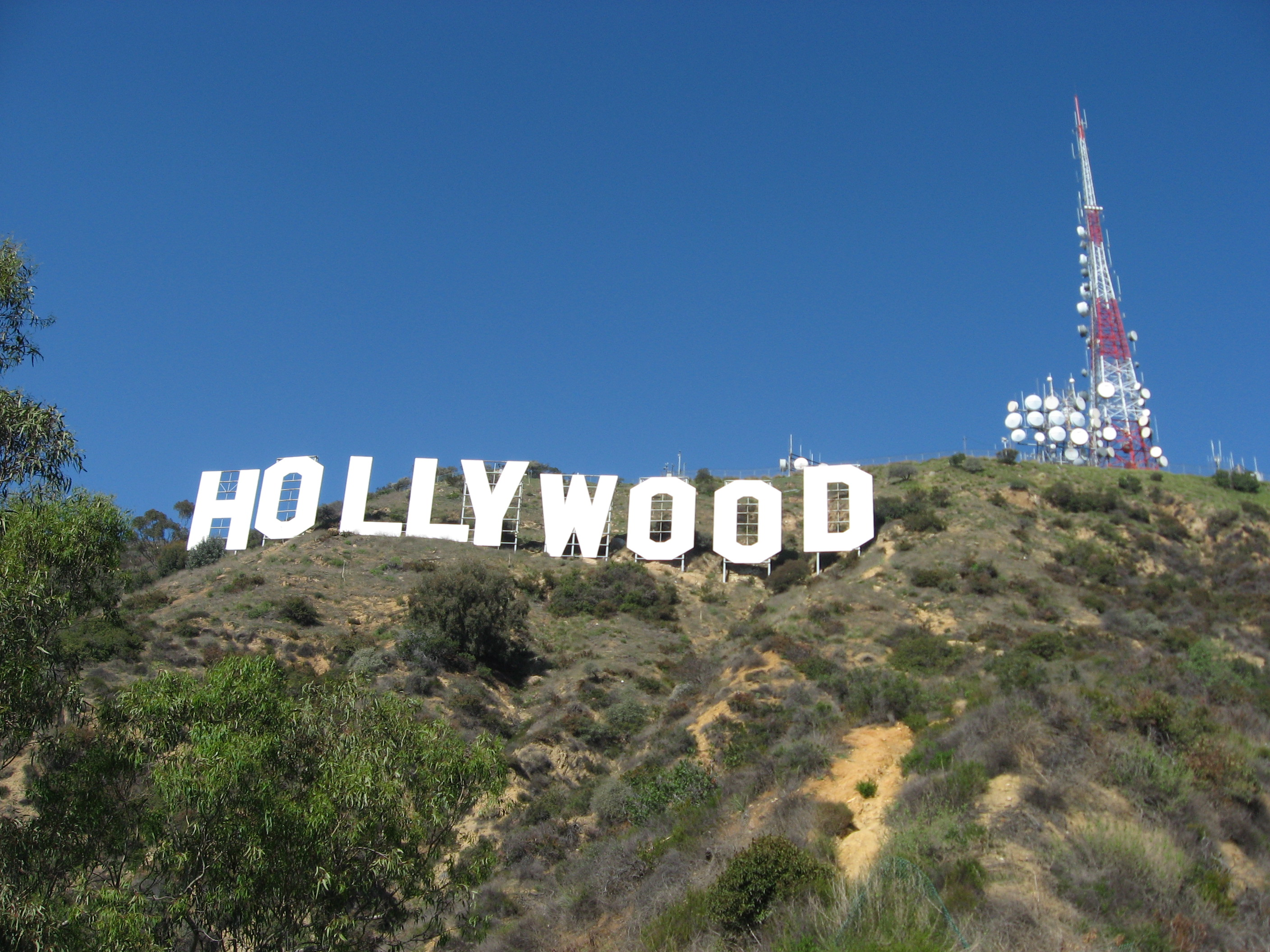
로스앤젤레스에 있는 할리우드의 사인

캘리포니아주는 그 자체의 경제규모만으로도 세계 6위권 국가 수준에 이른다. 가장 상업이 발달한 도시는 샌프란시스코이다. 샌프란시스코는 미국의 6대 상업도시로, 샌프란시스코에는 미국 서부의 월 스트리트라고 불리는 금융가가 존재한다.
또한, 다운타운의 유니온 스퀘어(Union Square) 일대는 유명한 쇼핑의 거리이다. 세계 주요 유명 상표가 몰려 있다. 뉴욕의 5번가, 시카고의 미시간애비뉴와 더불어 유명한 쇼핑의 거리들 중 하나이다. 또한 그곳은 주위에 있는 공립 공원들로 가득하다. 그곳에서 가장 유명한 공립공원은 레드 우드이다.
철도와 도로가 사통팔달로 뻗어 있으며 로스앤젤레스 국제공항과 샌프란시스코 국제공항 등의 공항을 통해 시애틀, 애틀랜타, 뉴욕 등 다른 도시나 대한민국, 일본 등 외국과도 연결된다.

### 서비스업

디즈니랜드

서비스업은 캘리포니아주의 고용과 국내총생산 양쪽의 대략 5분의 4를 차지한다. 서비스업들은 주의 메트르폴리탄 지역들, 특히 로스앤젤레스와 샌프란시스코-오클랜드 지역들에서 가장 중요하다. 캘리포니아주의 서비스업은 관광업이 주수입원이다.

#### 금융, 보험과 부동산
캘리포니아주에서 가장 빠르게 번창하는 경제적 활동들이다. 샌프란시스코와 로스앤젤레스 지역들은 미국의 주요 금융의 중심지들이다. 미국에서 가장 큰 은행 회사들의 몇몇이 로스앤젤레스와 샌프란시스코에 기지를 두었다. 샌프란시스코는 미국 의회에 의하여 설립된 12개의 연방 은행들 중의 하나인 트웰브스 연방 준비 상호 은행의 본사이다. 샌디에이고와 산호세도 또한 미국에서 주요 금융의 중심지들이다.

#### 공동체, 비지니스와 개인 서비스업
주에서 다른 활동보다 절반 이상의 주민을 고용한다. 주에는 세계의 영화 수도로 숙고된 할리우드가 있다. 버뱅크는 주요 연예계 회사 월트디즈니 컴퍼니가 위치하고 있다. 세계에서 가장 큰 공학 회사들 중의 하나인 베크텔 주식회사가 캘리포니아주에 본사를 두었다.

#### 무역, 식당과 호텔
식당과 호텔들은 각해마다 다른 주보다 더 많은 관광객들이 모이는 캘리포니아주로부터 이득을 얻는다. 많은 호텔, 식당과 소매상들은 로스앤젤레스, 샌디에이고와 샌프란시스코-오클랜드 지역들에서 운영된다. 로스앤젤레스 근처에 기지를 둔 돌 푸드 회사는 지도적인 과일의 도매업자이다. 주요 식품 스토어 체인 세이프웨이도 캘리포니아주에 기지를 두었다.

#### 정부
정부 서비스업은 공공 학교와 군사 설립지들을 포함한다. 캘리포니아주에는 세계에서 가장 큰 공공 학교 시스템들 중의 하나가 있고, 그 학교들은 많은 주민들을 고용한다. 주의 공공 대학들은 많은 의료 시설들을 운영하고 노동력을 연구한다. 에드워드 공군 기지와 몇몇의 다른 공군 기지들들은 주 안에 놓여있다. 캘리포니아주의 다른 군사 기지들은 캠프 페들턴과 코로나도 해군 기지를 포함한다. 군사 기지들은 특히 샌디에이고 지역 경제의 중요한 일부이다. 주도인 새크라멘토는 주 정부 활동의 중심지이다.

#### 교통
많은 해운과 트럭 회사들도 또한 캘리포니아주에서 운영된다. 로스앤젤레스와 샌프란시스코에 있는 공항들은 세계에서 가장 바쁜 공항들 안에 랭킹으로 들어와있다.

### 제조업
캘리포니아주는 여러 다른 주보다 더 많은 종류의 상품을 제조한다. 많은 공장들은 새너제이 지역 근처와 로스앤젤레스와 샌디에이고 사이의 지역에 있다. 화학품, 컴퓨터와 전자제품, 식품, 정제 석유와 교통 수단이 대표적인 생산품이다.

#### 컴퓨터와 전자 용품, SW

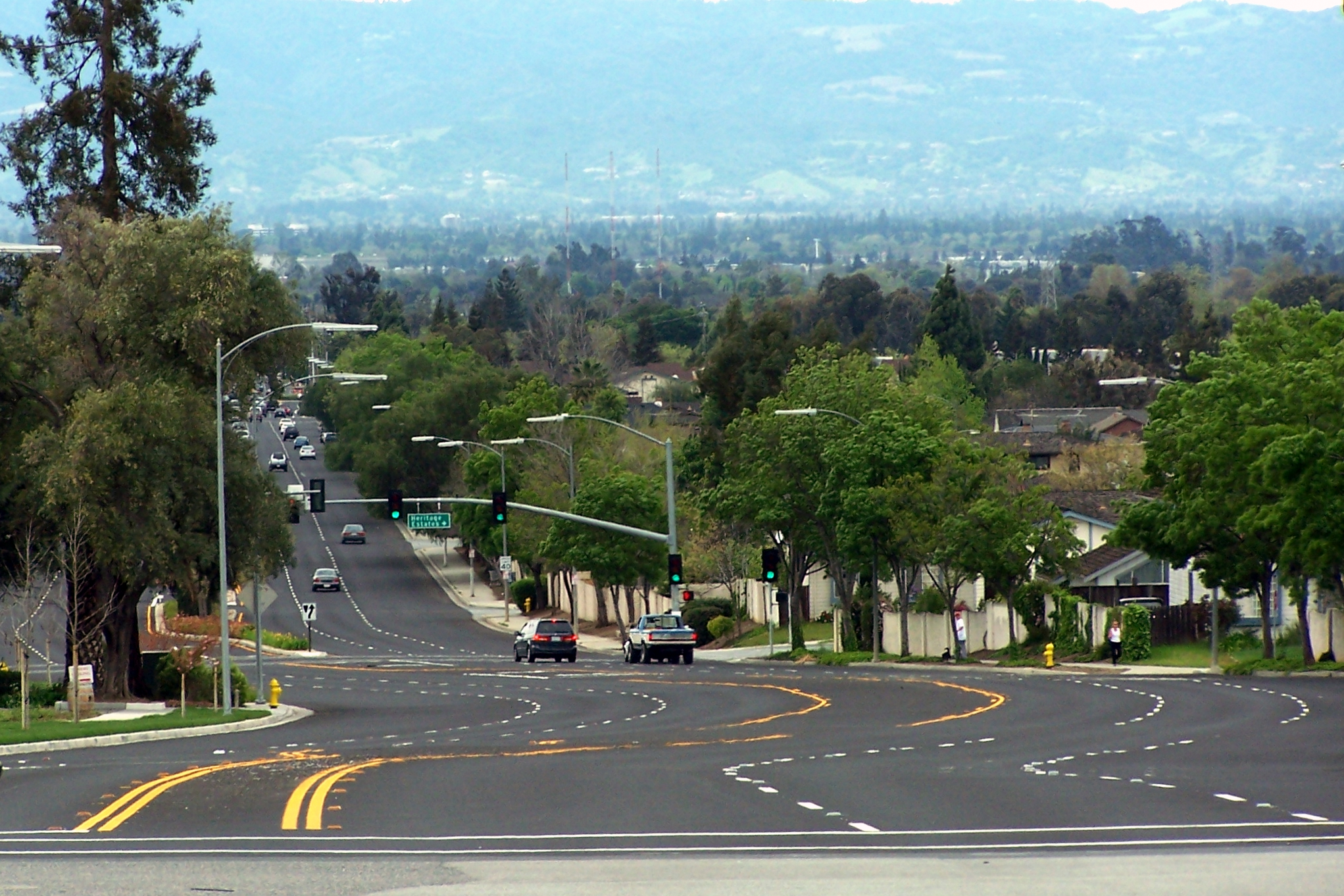
산호세에 있는 실리콘밸리

캘리포니아주의 대표적 제조품이다. 컴퓨터, 컴퓨터의 마이크로칩, 군사 통신 용품과 전화 용품은 주에서 만들어지는 지도적인 전자 용품의 타입이다. 항공기와 미사일을 위한 전자 시스템들은 중요한 생산품이다. 산호세 지역은 미국에서 전자 용품의 제조에서 지도적이다. 미국의 지도적인 컴퓨터 제조업 지방 실리콘밸리가 이 지역에 있다. 애플, 휴렛 패커드와 수백개의 다른 컴퓨터와 전자 부품 회사들이 본사를 두었다. 오렌지 카운티와 샌디에이고도 또한 이 제품의 큰 양을 생산한다. 또한, 구글, 오라클 등의 주요 소프트웨어 및 인터넷 서비스 회사의 본사가 있다.

#### 화학품
약품은 캘리포니아주의 지도적인 화학품이다. 다른 지도적인 화학품들은 접착제, 세탁제와 페인트를 포함한다. 많은 화학품들은 로스앤젤레스, 샌디에이고와 샌프란시스코 지역들에서 제조된다.

#### 식품 가공업
주의 주요 식료품들은 제과류, 음료와 채소·과일 통조림, 낙농제품이다. 큰 제과점들은 주로 로스앤젤레스와 샌프란시스코 지역들에서 운영된다. 캘리포니아주는 어떤 세계에서 가장 좋은 포도주들을 생산산다. 청량음료 가공도 또한 소득의 거의를 마련한다. 로스앤젤레스와 모데스토 지역들은 다수의 통조림 공장이 있다.

#### 석유 제품
캘리포니아주는 최고의 석유 정제의 주이다. 로스앤젤레스, 마티네즈, 리치먼드와 토런스는 큰 석유 정제소들이 있다.

#### 교통 수단

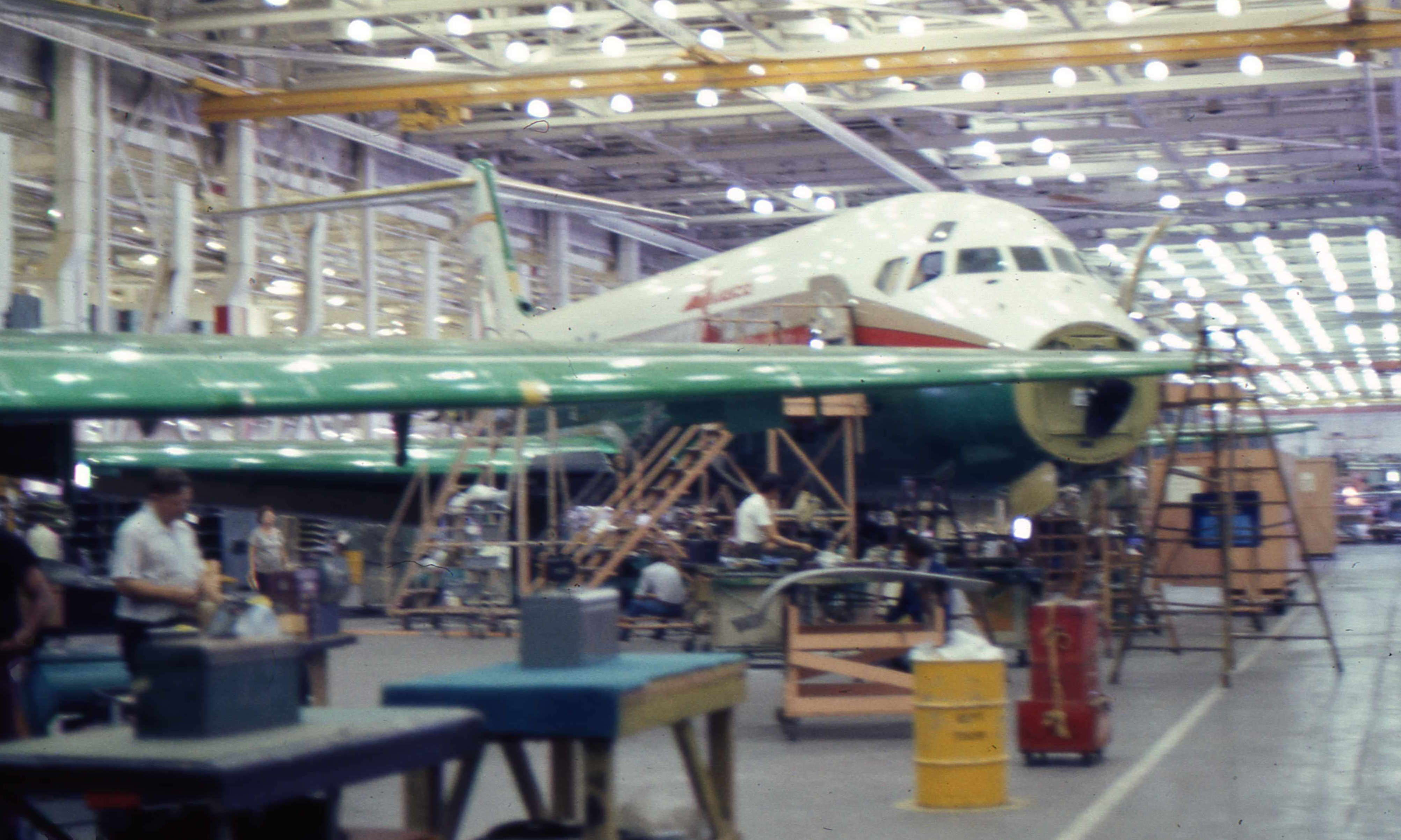
롱비치의 항공기 공장

항공기는 주에서 교통 수단의 가장 중요한 타입이다. 남가주는 지도적인 항공기 조립의 중심지이다. 캘리포니아주의 가장 큰 항공기 제조업자들은 보잉사와 노스롭 그루먼 주식회사를 포함한다. 주에서 교통 수단의 다른 타입은 자동차와 그 부품을 포함한다.

### 농업
캘리포니아주는 농장 소득에서 주들을 이끌고 있다. 프레즈노, 컨, 몬터리와 튤레어 카운티들은 농업 생산에서 국가 최고의 카운티들로 랭킹에 들어와있다.
기후와 흙의 넓은 범위와 물의 상태들은 캘리포니아주의 농부들에게 수백개의 다른 수확물들을 재배할 수 있도록 한다. 이 몇몇의 수확물은 상업적으로 미국에서 다른 곳에서 재배되지 않는다. 캘리포니아주 농장의 대부분은 높게 전문적이다. 많은 이들은 과일 혹은 견과에 전문적인 편이다. 수확물 생산의 거의는 물의 관개를 받는 농장 지대들에 차지한다.

#### 과일과 견과

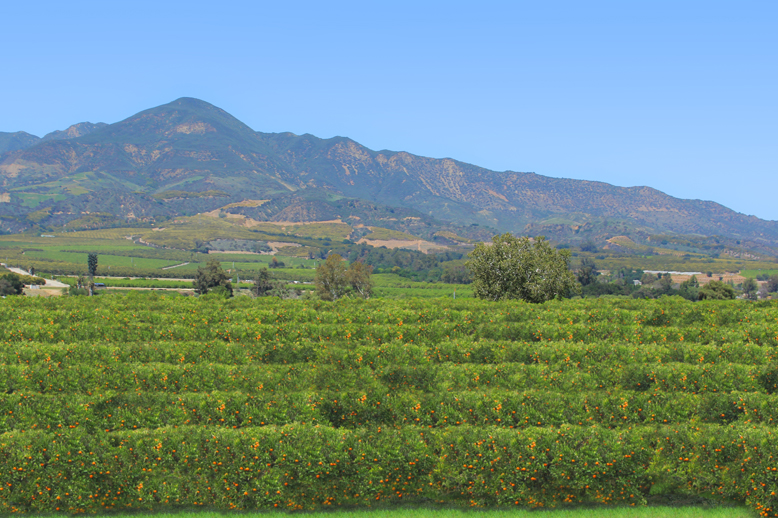
캘리포니아주의 오렌지 농원

포도는 주의 가장 가치적인 과일이며, 캘리포니아주는 지도적인 포도 생산 주이다. 포도 수확물은 식용, 포도주를 만들거나 건포도를 만드는 종류들을 포함한다. 캘리포니아주는 아몬드, 무화과, 올리브, 피스타치오, 석류, 말린 자두와 호두의 대부분을 생산한다. 캘리포니아주는 살구, 아보카도, 레몬, 승도, 복숭아, 라스베리와 딸기를 생산하는 데 모든 주들을 이끌고 있다. 플로리다주 만이 더 많은 오린지를 생산한다.
캘리포니아주의 다양한 지방들은 자신들의 흙과 기후가 가장 알만은 과일과 견과에서 전문적이다. 예를 들어 샌 호아킨 밸리는 아몬드, 살구, 포도, 승도, 오린지, 자두와 호두를 재배한다. 새크라멘토 밸리는 감로멜론과 자두를 산출한다. 남부 해안의 카운티들은 아보카도 생산에서 지도적이고 무거운 딸기 생산을 하고 있다. 임페리얼 밸리는 대추야자, 멜론과 그레이프프루트를 산출한다.

#### 채소
상추와 토마토는 주에서 가장 중요한 채소 수확물들이다. 캘리포니아주는 상추와 토마토 둘다의 최고 생산으로 랭킹에 들어와있다. 상추는 주로 주의 남부와 프레즈노와 몬터리 사이에 놓인 지방들에서 경작된다. 가장 중요한 토마토 재비 지방들은 샌 호아킨 밸리의 북부와 새크라멘토 밸리의 남부이다. 캘리포니아주는 아스파라거스, 당근, 브로콜리, 셀러리, 콜리플라워, 마늘, 양파와 시금치 생산에서 나라를 이끈다.

#### 논의 수확물
면화와 건초는 캘리포니아주의 지도적인 논 수확물이다. 샌 호아킨 밸리는 주요 면화 재배지이다. 캘리포니아주는 지도적인 건초의 생산지이다. 새크라멘토 밸리의 농부들은 쌀을 재배한다.

#### 온실과 종묘
캘리포니아는 다른 여러 주보다 더 많은 온실과 종묘품들을 생산하며, 샌프란시스코와 샌디에이고 사이에 있는 해안 지역들에서 재배된다.

#### 가축과 축산물
우유는 캘리포니아주의 지도적인 농산품이며, 주는 우유 생산에서 주들을 이끌고 있다. 젖소는 주로 샌조아퀸 밸리에서 사육된다. 육우는 주에서 다른 지도적인 축산물이며, 그 많은 수는 새크라멘토와 샌 호아킨 밸리에서 왔다. 캘리포니아주는 달걀 생산에서 지도적인 주들 사이에 랭킹으로 들어와있고, 양과 칠면조를 사육하기도 한다. 캘리포니아주는 더 많은 꿀벌이 있으며, 다른 주보다 더 많은 꿀을 생산한다.

### 광업
석유는 캘리포니아의 지도적인 광물이다. 많은 유정들은 컨 카운티와 로스앤젤레스 지역에 있다. 천연가스는 거의 석유 생산 지방들과 새크라멘토 밸리에서 왔다.
캘리포니아는 비연료 미네랄 생산에서 지도적인 주이다. 캘리포니아 주의 광산들은 미국에서 생산된 붕소의 대부분을 산출한다. 붕소는 이니요, 컨과 샌버나디노 카운티들에서 왔다. 캘리포니아는 모래와 자갈 생산에서 또한 국가를 이끌고 있다. 캘리포니아는 장석, 준보석, 석고, 마그네슘, 포틀랜드 시멘트와 속돌의 생산에서 지도적인 주들 안에 있다.

### 수산업
게는 캘리포니아의 가장 가치적인 잡이이다. 오징어는 주에서 두 번째로 가장 가치적인 잡이이며, 캘리포니아는 여러 다른 주보다 더 많은 오징어가 잡힌다. 다른 상업적으로 중요한 해산물은 넙치무리, 가재, 은대구, 연어, 정어리, 새우, 황새치와 다랑어를 포함한다.

## 주민
| 인구조사 | 인구       | Note | %±     |
| --- | ---------- | ---- | ------ |
| 1850년 | 92,597     |      | —      |
| 1860년 | 379,994    |      | 310.4% |
| 1870년 | 560,247    |      | 47.4%  |
| 1880년 | 864,694    |      | 54.3%  |
| 1890년 | 1,213,398  |      | 40.3%  |
| 1900년 | 1,485,053  |      | 22.4%  |
| 1910년 | 2,377,549  |      | 60.1%  |
| 1920년 | 3,426,861  |      | 44.1%  |
| 1930년 | 5,677,251  |      | 65.7%  |
| 1940년 | 6,907,387  |      | 21.7%  |
| 1950년 | 10,586,223 |      | 53.3%  |
| 1960년 | 15,717,204 |      | 48.5%  |
| 1970년 | 19,953,134 |      | 27.0%  |
| 1980년 | 23,667,902 |      | 18.6%  |
| 1990년 | 29,760,021 |      | 25.7%  |
| 2000년 | 33,871,648 |      | 13.8%  |
| 2010년 | 37,253,956 |      | 10.0%  |
| 2020 (추산) | 39,368,078 |      | 5.7%   |
| 출처: 1790–1990, 2000, 2010, 2020 Chart does not include Indigenous population figures. Studies indicate that the Native American population in California in 1850 was close to 150,000 before declining to 15,000 by 1900. |            |      |        |

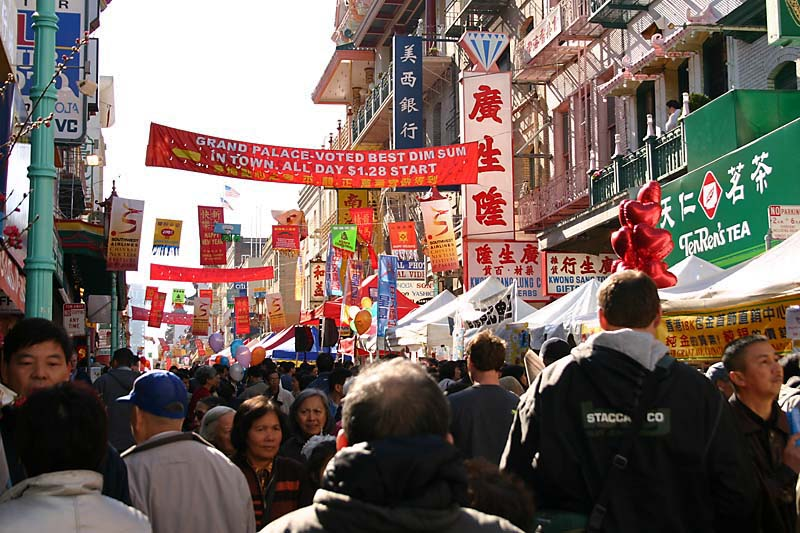
샌프란시스코의 차이나타운

2000년 미국 인구 조사국은 캘리포니아주의 인구가 33,871,648명이라고 보고하였다. 1990년의 29,760,021명에서 14 퍼센트나 증가하였다. 2000년, 조사국에 의하면 캘리포니아주는 미국의 50개의 주들 중에 인구 수가 1위이라고 발표하였다.
1960년 캘리포니아주는 뉴욕주에 이어 미국 인구 2위였다. 비공식적 계산은 캘리포니아주가 1963년 뉴욕주를 넘어섰다고 하였다. 2000년이 되자 캘리포니아주에는 뉴욕주보다 대략 1천 5백만 명이나, 1990년대에 뉴욕주의 인구수를 넘어선 텍사스주보다 1천 3백만 명이나 더 있었다.
캘리포니아주민의 대략 98 퍼센트는 대도시 지역들에 산다. 캘리포니아주 인구의 35 퍼센트 이상은 가장 큰 대도시 지역인 로스앤젤레스-롱비치-산타아나에 산다.
로스앤젤레스는 주에서 면적이 가장 크고 인구가 가장 많은 도시이며, 면적은 465 스퀘어 마일(1,204 제곱 킬로미터)이다. 미국 인구 조사국은 2000년 로스앤젤레스의 인구가 3,694,820명이라고 보고하였다.
캘리포니아주는 10개의 인구 250,000명 이상의 도시들이 있다. 단 2개의 프레즈노와 새크라멘토가 내륙 지방에 있다. 오클랜드, 샌프란시스코와 산호세가 샌프란시스코 만 지역에 있다. 애너하임, 롱비치, 리버사이드와 산타아나는 로스앤젤레스 인구 집단의 일부이다. 샌디에이고는 멕시코 국경 근처의 해안에 있다.
모든 캘리포니아 주민의 약 100명 중 74명은 미국에서 태어났다. 멕시코인들은 다른 나라에서 캘리포니아주 출신의 가장 큰 단체를 차지한다. 멕시코계의 주민들은 멕시코 외부의 세계에서 다른 도시 지역보다 로스앤젤레스 지역에서 더 많이 살고 있다. 중국과 일본계의 캘리포니아 주민들은 로스앤젤레스와 샌프란시스코에 있는 그들의 공동체들에 살고 있다. 샌프란시스코의 차이나타운은 아시아 외부의 가장 큰 중국인 공동체들 중의 하나이다. 또한 캘리포니아주는 필리핀, 베트남, 엘살바도르, 한국, 과테말라, 인도, 이란, 러시아, 캐나다와 영국에서 태어난 많은 주민들에게 고향이다. 캘리포니아주에는 또한 대략 333,000명 이상의 아메리카 인디언들이 산다.
아프리카계 미국인은 주 인구의 6% 이상을 차지하며, 태평양의 주들 중 가장 높은 비율이다.

## 주요 도시
| 순위 | 도시         | 인구 시 경계 내 | 면적 sq. miles | 인구 밀도 per sq mi | 카운티              |
| ---- | ------------ | --------------- | -------------- | ------------------- | ------------------- |
| 1    | 로스앤젤레스 | 4,085,014       | 469.1          | 8,084.9             | 로스앤젤레스 카운티 |
| 2    | 샌디에이고   | 1,469,490       | 324.3          | 4,031.5             | 샌디에고 카운티     |
| 3    | 산호세       | 1,036,242       | 174.9          | 5,408.5             | 샌타클라라 카운티   |
| 4    | 샌프란시스코 | 805,235         | 46.7           | 17,242.7            | 샌프란시스코 카운티 |
| 5    | 프레즈노     | 494,665         | 104.4          | 4,738.2             | 프레즈노 카운티     |
| 6    | 새크라멘토   | 466,488         | 97.2           | 4,799.3             | 새크라멘토 카운티   |
| 7    | 롱비치       | 462,257         | 50.5           | 9,153.6             | 로스앤젤레스 카운티 |
| 8    | 오클랜드     | 390,724         | 56.1           | 6,964.8             | 앨러미다 카운티     |
| 9    | 베이커즈필드 | 347,483         | 140.5          | 2,472.3             | 컨 카운티           |
| 10   | 애너하임     | 336,265         | 48.9           | 6,702.0             | 오렌지 카운티       |

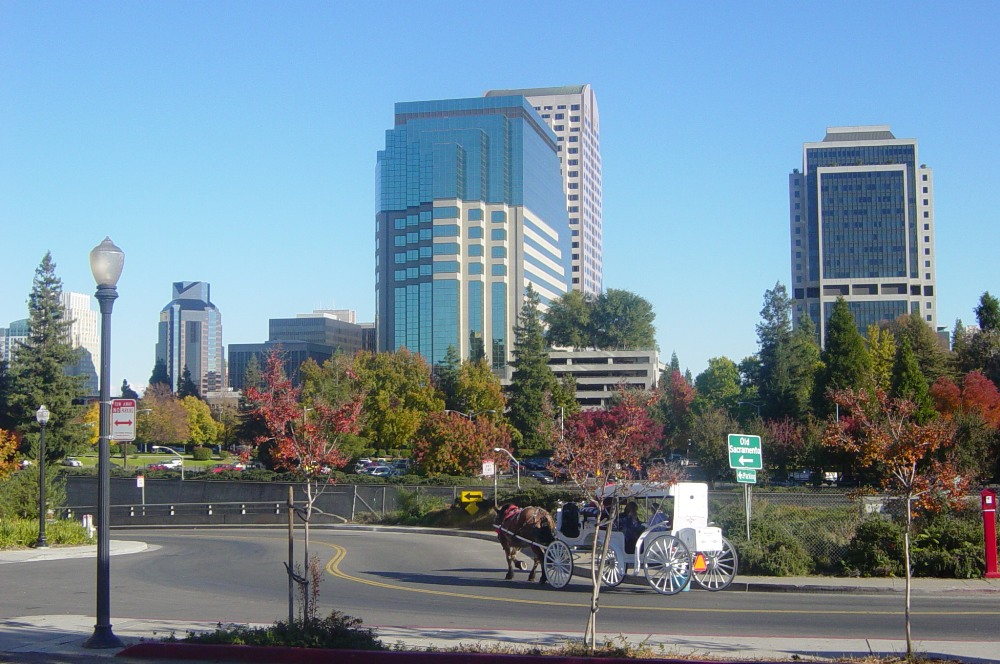
새크라멘토
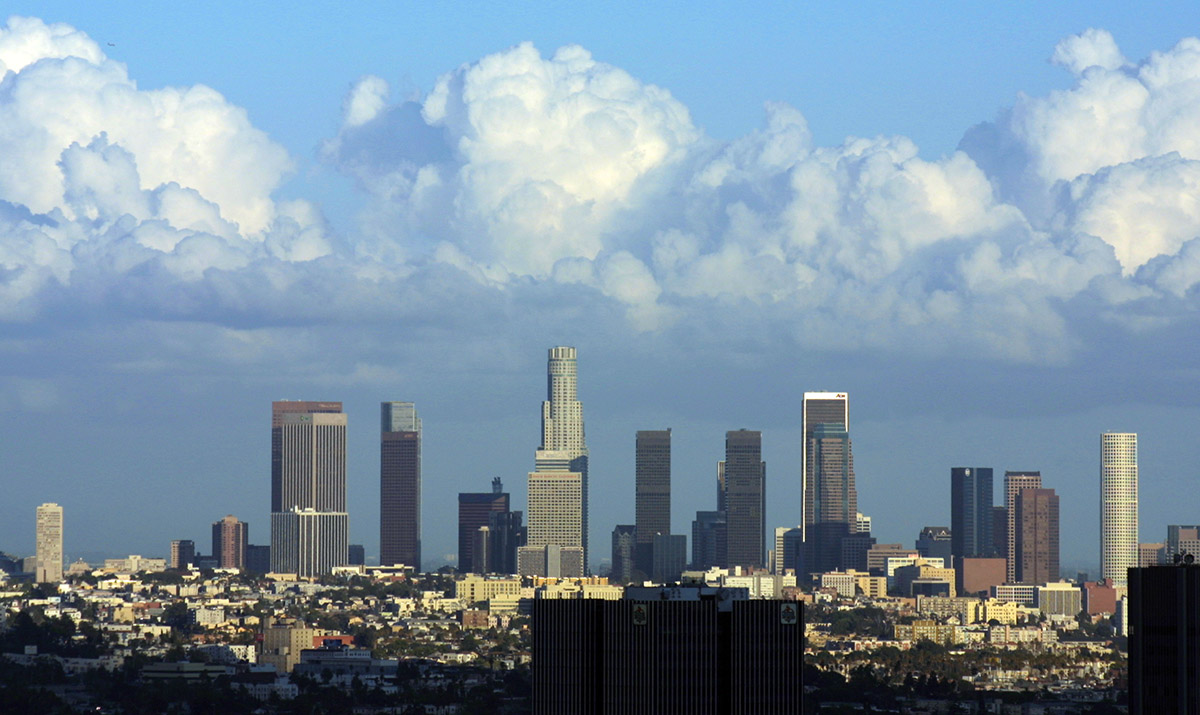
로스앤젤레스
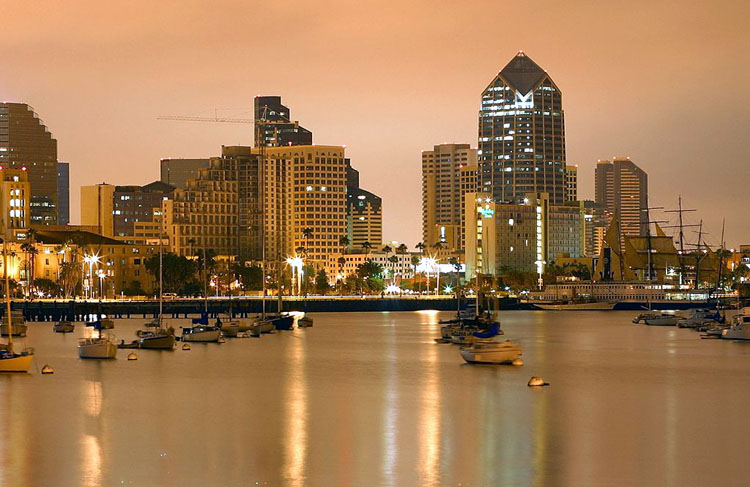
샌디에이고
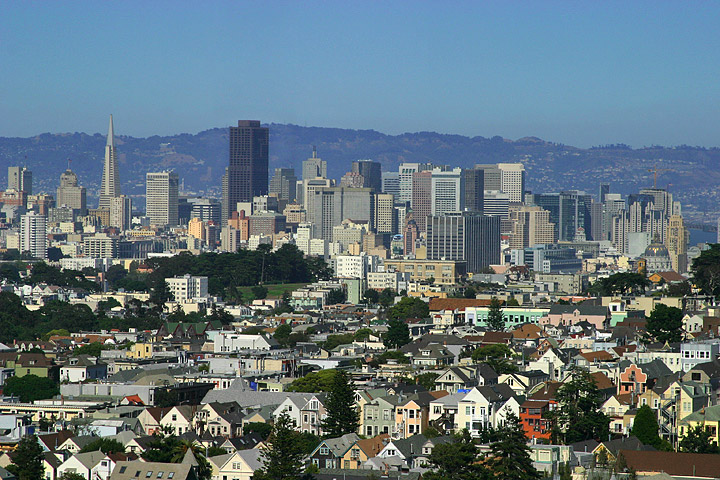
샌프란시스코
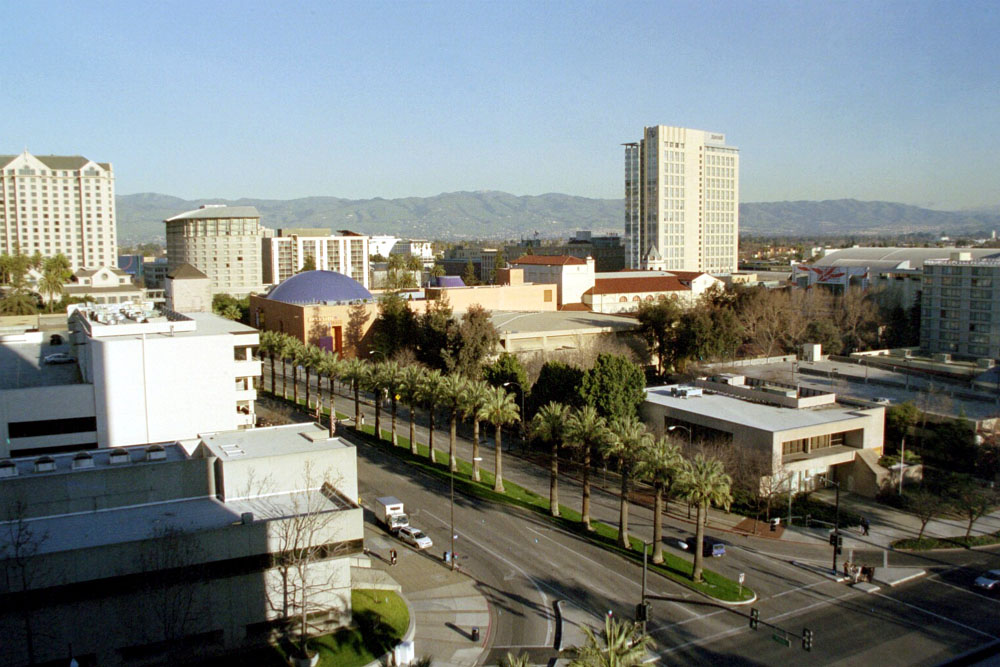
산호세
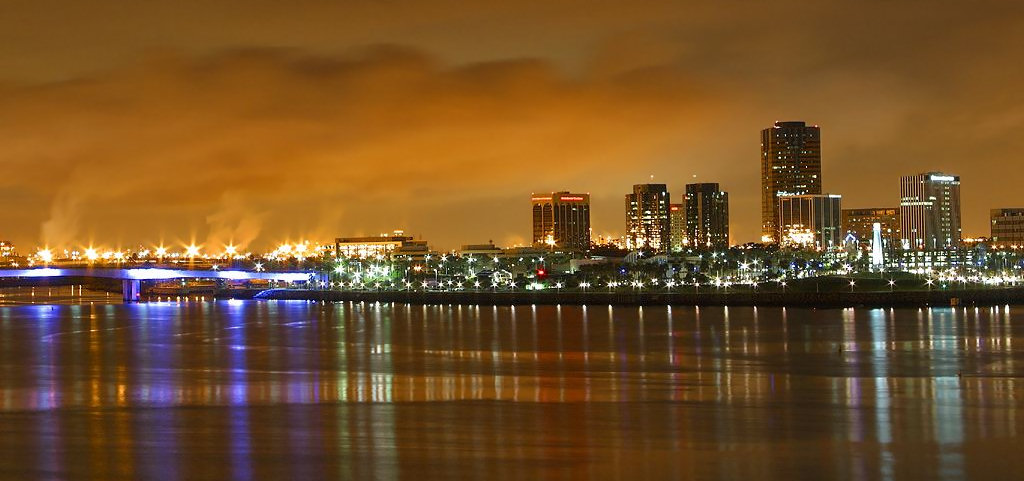
롱비치
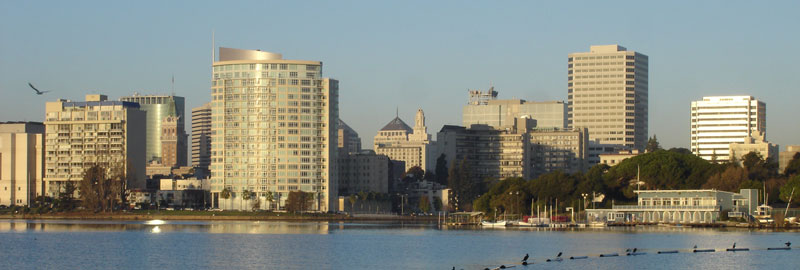
오클랜드
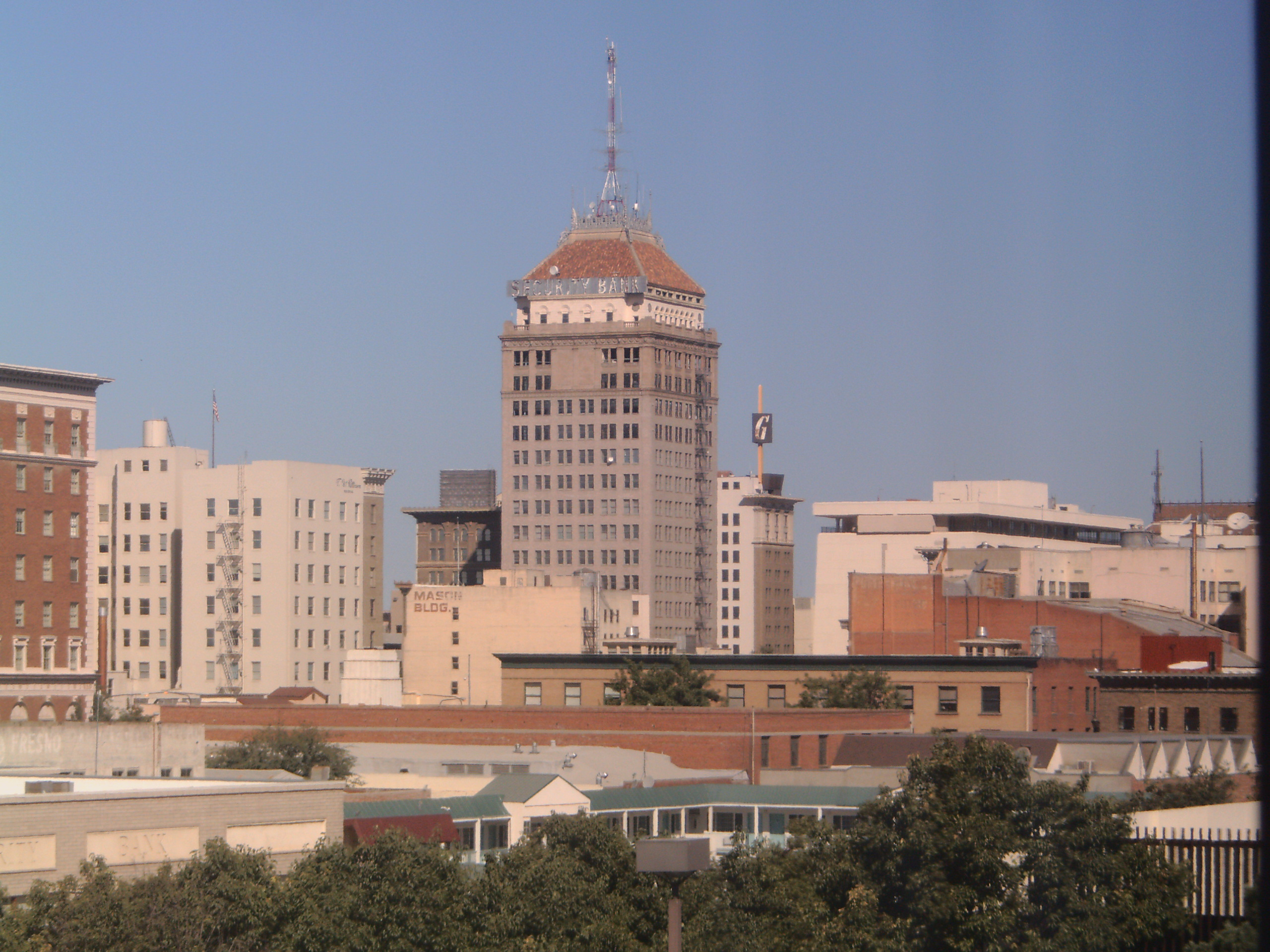
프레즈노

## 캘리포니아주의 카운티
캘리포니아주에는 58개 군(카운티,County)들이 있다.
캘리포니아주 최북단에는 델노르테군(Del Norte County), 시스키유군(Siskiyou County), 모독군(Modoc County)이  있으며, 최남단에는 샌디에이고군(San Diego County)과 임페리얼군(Imperial County)이 있다. 그리고 관내에서 가장 큰 면적을 가지고 있는 군은 샌버너디노군(San Bernardino County)이다. 또한 섬이 달려 있는 군은 남서부의 3개의 군만 섬이 있다.

## 관련 드라마
- 아스팔트 사나이 (1995년)

## 같이 보기
- 솔뱅